# گارگانتا دل بییار
گارگانتا دل بییار دهستانی در استان آبیلای اسپانیا است.
در این دهستان ۶۸ نفر زندگی می‌کنند. مساحت این دهستان ۱۸٫۳۷ کیلومتر مربع است.